# Západní Virginie
Západní Virginie (anglicky West Virginia  [ˌwɛst vərˈdʒɪnjə]IPA, oficiálně State of West Virginia) je členský stát Spojených států amerických, ležící na jejich východě v Jihoatlantské oblasti jižního regionu USA. Hraničí na východě a jihovýchodě s Virginií, na jihozápadě s Kentucky, na severozápadě s Ohiem a na severu a severovýchodě s Pensylvánií a Marylandem.

## Historie
Území dnešní Západní Virginie bylo od roku 1607 součástí britské virginské kolonie, Evropané jej však osídlili až v průběhu 18. století. Roku 1776 se teritorium s provincií stalo součástí nově vzniklých Spojených států. Během americké občanské války se v roce 1861 část tehdejší konfederační Virginie odtrhla a ke dni 20. června 1863 se jako Západní Virginie stala 35. státem USA.

## Geografie

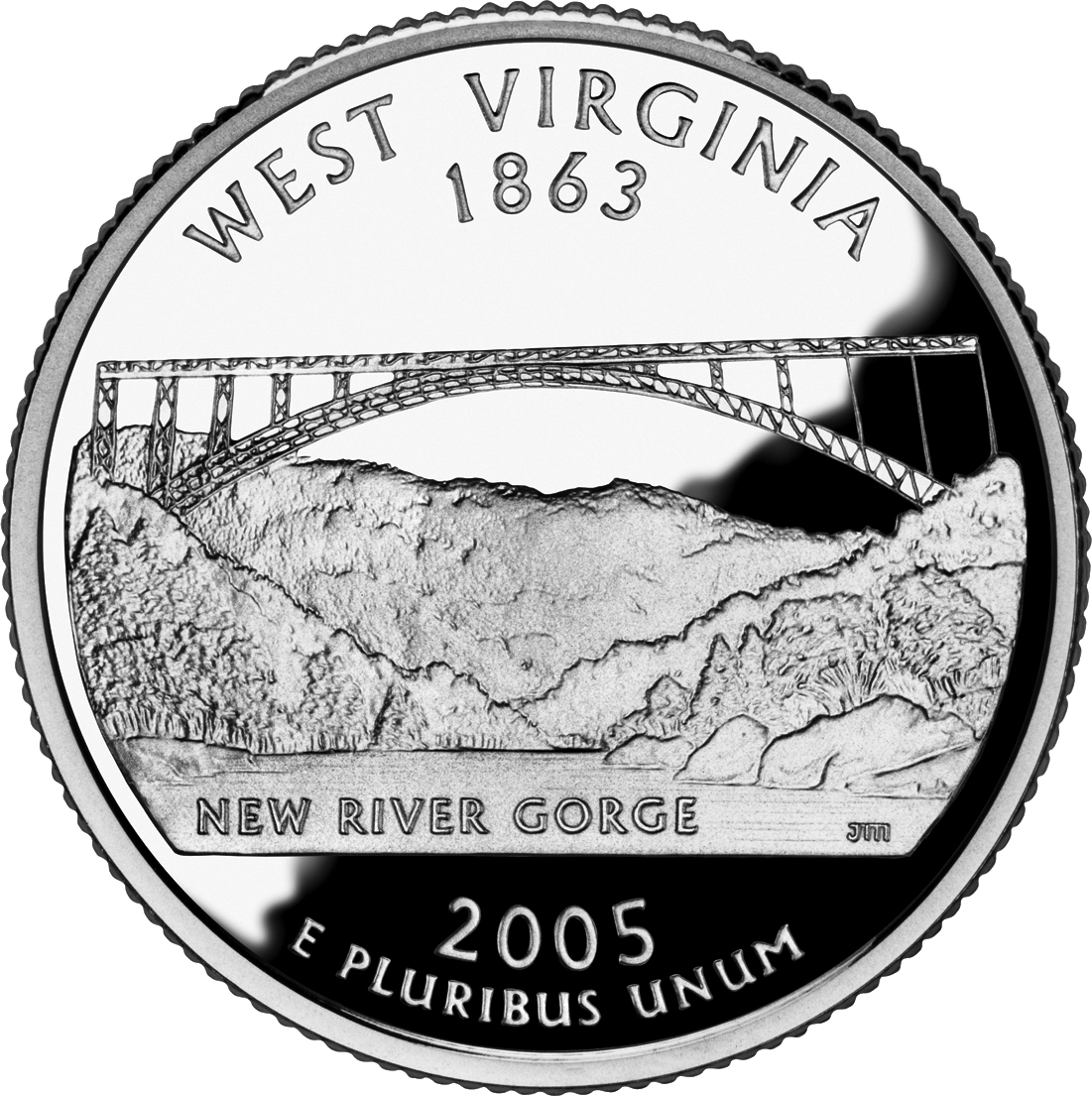
Čtvrtdolar státu West Virginia (paměťní mince), autor John Mercanti

Rozlohou 62 755 km² je Západní Virginie desátým nejmenším státem USA, počtem obyvatel 1,8 milionu je 38. nejlidnatějším státem a hodnotou hustoty zalidnění 29 obyvatel na km² je na 29. místě.
Hlavním a největším městem je Charleston s 50 tisíci obyvateli. Dalšími největšími městy jsou Huntington se 49 tisíci obyvateli, dále Morgantown (31 tisíc obyv.), Parkersburg (31 tisíc obyv.) a Wheeling (28 tisíc obyv.).
Nejvyšším bodem státu je vrchol Spruce Knob s nadmořskou výškou 1482 m, nejvyšší hora pohoří Allegheny Mountains.
Největším tokem jsou řeky Ohio, tvořící severozápadní hranici Západní Virginie s Ohiem, Guyandotte, Kanawha a Potomac.
Západní Virginie je charakterizována hornatým povrchem a velkou venkovskou populací (relativně k ostatním státům). Co se týče ekonomiky, patří mezi nejchudší státy jak z hlediska HDP, tak z hlediska životní úrovně.

## Demografie
Podle sčítání lidu z roku 2010 zde žilo 1 852 994 obyvatel. Počet obyvatel kvůli nedostatku pracovních příležitostí již mnoho desetiletí stagnuje. Nejvíce obyvatel měla Západní Virginie při sčítání v roce 1950, kdy zde žilo 2 005 552 lidí.

### Rasové složení
- 93,9 % Bílí Američané
- 3,4 % Afroameričané
- 0,2 % Američtí indiáni
- 0,7 % Asijští Američané
- 0,0 % Pacifičtí ostrované
- 0,3 % Jiná rasa
- 1,5 % Dvě nebo více ras

Obyvatelé hispánského nebo latinskoamerického původu, bez ohledu na rasu, tvořili 1,2 % populace.

### Náboženství
Podle průzkumu v roce 2001 bylo zastoupení jednotlivých náboženství následující:
- křesťané (75 %)
  - protestanti (60 %)
    - baptisté (30 %)
    - metodisté (15 %)
    - ostatní protestanti (15 %)

  - římští katolíci 8 %
  - ostatní křesťané 7 %
- bez vyznání (13 %)
- jiné náboženství (4 %)
- odmítli odpovědět 6 %